# The New Pope
The New Pope (El nou papa) és una sèrie de televisió dramàtica creada i dirigida per Paolo Sorrentino per a Sky Atlantic, HBO i Canal+. És una continuació de la sèrie del 2016 The Young Pope, anunciada originalment com la seva segona temporada. La sèrie de nou episodis és protagonitzada per Jude Law, que repren el seu paper com el fictici Papa Pius XIII, i John Malkovich com el fictici Papa Joan Pau III, el nou papa titular. Va ser coproduïda per les productores europees The Apartment Pictures, Wildside, Haut et Court TV i Mediapro.
La sèrie es va estrenar el 10 de gener de 2020 a Sky Atlantic a Itàlia.

## Argument
The New Pope comença amb el Papa Pius XIII encara en coma, venerat com un sant en vida per un culte creixent de seguidors. Enmig de la preocupació que la seva santedat pugui desencadenar una idolatria perillosa, el secretari del Vaticà, Voiello, manipula el conclave papal per elegir un candidat mal·leable i inspirat en els franciscans: el cardenal Viglietti, que es converteix en el Papa Francesc II. Tanmateix, Viglietti s'afirma ràpidament amb reformes radicals i àmplies —redistribuint la riquesa de l'església i acollint refugiats— que alarmen els cardenals conservadors. La seva mort sobtada, probablement un assassinat orquestrat pel maquinador Bauer, deixa l'església en crisi. Mentrestant, els cardenals busquen un substitut més segur i centrista: Sir John Brannox, un teòleg aristòcrata famós per la seva obra El Camí del Mig. Mentre l'intenten convèncer a la seva finca anglesa, comença a emergir la fragilitat psicològica de Brannox i la profunda culpa per la mort del seu germà bessó, però finalment accepta prendre el papat com a Joan Pau III.
Quan Joan Pau III assumeix el seu paper, ràpidament es veu embolicat en els jocs polítics del Vaticà. Els seus intents de modernitzar l'Església —incloses les propostes per a la igualtat matrimonial dins del clergat— són aplaudits i manipulats per faccions com el cardenal Spalletta, que utilitza el xantatge per ascendir al poder. Voiello, pressentint el perill, dimiteix després de consolidar estratègicament la seva influència per última vegada. Els corrents subjacents de corrupció són profunds: Sofia descobreix un escàndol sexual que implica el seu marit i altres alts funcionaris, i Esther es dedica al treball sexual per sobreviure, fins i tot arribant a un acord inquietant amb una família rica. Mentrestant, el món interior del papa comença a desentranyar-se; assetjat per la seva addicció a les drogues del passat i el seu llegat plagiat, es mou entre ideals visionaris i un col·lapse personal. A mesura que s'acosten amenaces terroristes i s'intensifiquen les maniobres polítiques de l'Església, la presència mítica de Pius XIII perdura, per tornar a emergir aviat.
Pius XIII desperta miraculosament, recuperant-se en secret, mentre que Joan Pau III pateix una crisi personal i espiritual provocada per un atac terrorista. Les tensions augmenten a mesura que la facció d'idòlatres d'Esther es divideix, alguns creuen que Pius és mort. L'Església s'enfronta a una pressió creixent tant de xantatgistes interns com d'amenaces externes, cosa que porta a un brutal ajustament de comptes del poder. Voiello torna com a Secretari d'Estat, orquestrant la caiguda d'aliats corruptes i restaurant l'ordre amb una eficiència implacable. El clímax se centra en una crisi d'ostatges a una escola, inicialment atribuïda a extremistes islàmics, però que més tard es revela que és obra dels devots fanàtics de Pius XIII, inclosa la mateixa Esther. Després de resoldre la crisi i pronunciar un sermó final lloant la moderació, Pius XIII mor davant dels fidels. El seu llegat, forjat en la contradicció i la santedat, dóna pas al propi papat de Voiello. La germana Caterina es retroba amb Faisal, el fill d'Esther és adoptat i el retirat Joan Pau III finalment es reconcilia amb la seva família. La sèrie es tanca quan la fe, el poder i la humanitat convergeixen en una resolució agredolça.

## Repartiment
- Jude Law com el Papa Pius XIII (nascut Lenny Belardo), el papa en coma[2]
- John Malkovich com el Papa Joan Pau III (anteriorment Sir John Brannox), el nou Papa titular[4][5]
- Silvio Orlando com el Cardenal Angelo Voiello, Camarlenc i Cardenal Secretari d'Estat,[2] i l'últim Papa sense nom al final de la sèrie[6] / Cardenal Hernández, un oponent de Voiello durant el conclave
- Cécile de France com Sofia Dubois, encarregada del màrqueting de la Santa Seu[2]
- Javier Cámara com el Cardenal Bernardo Gutiérrez, l'assessor de la Santa Seu[2]
- Ludivine Sagnier com Esther Aubry, exesposa d'un membre de la Guàrdia Suïssa Pontifícia[2][7]
- Maurizio Lombardi com el Cardenal Mario Assente[2]
- Marcello Romolo com el Papa Francesc II (nascut Tommaso Viglietti), el primer Papa elegit durant el coma de Pius XIII[a]
- Mark Ivanir com Bauer, l'Ambaixador dels Estats Units a la Santa Seu[8]
- Henry Goodman com a Danny, majordom de Sir John Brannox[2]
- Massimo Ghini com a cardenal Spalletta, secretari personal del Papa[2]
- Ulrich Thomsen com a Dr. Helmer Lindegard[2]